# Consell Sobirà d'Astúries i Lleó
El Consell Sobirà d'Astúries i Lleó fou una institució política sobirana i independent proclamada a Gijón el 25 d'agost de 1937 durant la Guerra Civil espanyola. Els avanços de les tropes del general Franco en el front nord prenent Santander, van dur a les autoritats republicanes a Astúries a declarar sobirà i independent de la República espanyola el Consell Interprovincial d'Astúries i Lleó amb intenció de tornar a integrar-se en ella "a la vista dels esdeveniments favorables que esdevinguin en el curs de la guerra".

## Context

Front del nord

La situació d'aïllament del front del nord, a 200 quilòmetres en línia recta de les posicions republicanes més pròximes, amb la subsegüent escassetat de proveïments bèl·lics i alimentaris, va propiciar que poders locals assumissin funcions que eren competència del govern de la República, com el comandament de les milícies o l'encunyació de monedes. A Astúries, on la UGT i la CNT tenien una gran implantació, s'havia viscut una espècie de revolució de caràcter socialista amb tints llibertaris.

## Declaració de sobirania
El 24 d'agost se signa el decret que establia la sobirania dels territoris administrats pel consell Interprovincial d'Astúries i Lleó passant a ser llavors el Consell Sobirà d'Astúries i Lleó. El 26 d'agost sortirà publicat en la premsa aquest decret. Se sol donar la data del 25 d'agost com la que va entrar en vigor la declaració de sobirania del Consell.

## Reaccions polítiques
El Consell Sobirà −que s'havia atribuït poders que eren competència única del Govern de la República− el presidia Belarmino Tomás i en ell estaven representades les diferents organitzacions polítiques i sindicals del bàndol republicà a Astúries com la FSA-PSOE, la CNT, la FAI, les JJLL, la JSU, el PCE, la UGT i Izquierda Republicana. Una part d'aquestes organitzacions del Front Popular criticarà l'actuació, qualificant la idea de perjudicial, antiunitaria i cantonalista.
La idea del Consell Sobirà rebia suport de Belarmino Tomás i la majoria de dirgentes del PSOE, així com de Segundo Blanco i altres responsables de la CNT. El PCE va criticar la decisió. Rafael Fernández, secretari general de les federacions asturianes del PSOE i la JSU, va condemnar el decret i la sobirania. Els dos representants de la UGT van tenir una opinió diferent cadascun. Els consellers d'Izquierda Republicana van reprovar la decisió. Les tibantors creades van dur a enfrontaments entre alguns consellers que de vegades van arribar als insults personals. El Govern de la República va censurar l'actitud del Consell Sobirà, sobretot quan aquest es dirigí a la Societat de Nacions. El Ministre de la Governació va transmetre a Belarmino Tomás "la seva sorpresa i el seu disgust".

## Organització
| Càrrec                  | Nom                                      | Organització |
| ----------------------- | ---------------------------------------- | ------------ |
| Presidència i Guerra    | Belarmino Tomás                          | PSOE         |
| Indústria               | Segundo Blanco                           | CNT          |
| Treball                 | Onofre García                            | FAI          |
| Sanitat                 | Ramón G. Posada                          | JJ LL        |
| Hisenda                 | Rafael Fernández                         | JSU          |
| Justícia i Ordre Públic | Luis Roca de Albornoz / Rafael Fernández | JSU          |
| Agricultura             | Gonzalo López                            | PCE          |
| Marina Mercant          | Valentín Calleja                         | UGT          |
| Pesca                   | Ramón Álvarez Palomo                     | FAI          |
| Instrucció Pública      | Juan Ambou                               | PCE          |
| Obres Públiques         | José Maldonado                           | Izq. Rep.    |
| Assistència Social      | Maximiliano Llamedo                      | CNT          |
| Comerç                  | Amador Fernández                         | PSOE         |
| Comunicacions           | Avelino Roces                            | UGT          |
| Propaganda              | Antonio Ortega                           | Izq. Rep.    |

El Consell Sobirà, que es va conèixer popularment com el Gobiernín, es va dividir en cinc comissions que agrupaven cadascuna diverses conselleries: 
- Comissió militar: Delegat del Govern i President del Consell, Cap de l'I. M. del C. d'Exèrcit, Indústria, Instrucció Pública i Treball.
- Comissió de Proveïments, Evacuació i Transports: Comerç, Pesca, Marina Mercant i Obres Públiques.
- Comissió de Justícia, Ordre Públic, Propaganda i Comunicacions: Hisenda, Comunicacions i Propaganda.
- Comissió d'Assistència Social i Sanitat: Assistència Social i Sanitat.
- Comissió d'Economia: Agricultura i Justícia.

Així es van anar organitzant els diferents serveis de l'administració fins que va arribar el moment de l'evacuació la nit del 20 d'octubre de 1937. La última reunió del Consell Sobirà es va celebrar el mateix dia 20 d'octubre a la tarda. L'endemà, les tropes del bàndol nacional entraven a Gijón.
El Consell Sobirà va emetre bitllets divisionaris en no existir moneda suficient a causa de l'aïllament en el qual es trobava Astúries. Aquests bitllets van ser coneguts popularment com a belarminos.

## Després de la caiguda
La caiguda d'Astúries va propiciar al bàndol nacional la possibilitat d'enviar les tropes que havia pres part en aquesta campanya a reforçar altres fronts i li va permetre comptar amb les indústries i recursos de la regió. En el bàndol republicà es van analitzar les conseqüències que van provocar la pèrdua del nord, com mostra l'article titulat Per què es va perdre el Nord? publicat a El Socialista el 30 d'octubre de 1937, on es posa l'accent en la falta d'unitat i de decisions polítiques que van perjudicar plans militars.

## Cronologia
- 24 d'agost: Se signa el decret mitjançant el qual el Consell Interprovincial d'Astúries i Lleó es transforma en Consell Sobirà d'Astúries i Lleó.
- 25 d'agost: Entra en vigor el decret anterior.
- 26 d'agost: L'esmentat decret surt publicat en la premsa.
- 29 d'agost: El Consell Sobirà cessa al general Gamir Ulibarri i nomena cap militar de la regió al coronel Prada.
- 4 de setembre: Les tropes nacionals s'internen a Astúries.
- 5 de setembre: Les tropes nacionals ocupen Llanes.
- 20 de setembre: Aranda ocupa el port de Payares.
- 1 d'octubre: Les tropes nacionals ocupen Covadonga (Cangues d'Onís).
- 17 d'octubre: La 4a Brigada navarresa travessa el riu Sella. El Consell Sobirà decideix l'evacuació del territori.
- 20 d'octubre: Última reunió del Consell Sobirà. S'inicia l'evacuació marítima des de Gijón.
- 21 d'octubre: Les tropes nacionals entren a Gijón i Avilés, finalitzant d'aquesta manera la campanya del nord.